# بيبا كروس
بيبا كروس (بالإنجليزية: Pippa Cross)‏ هي منتجة تلفزيونية ومنتجة أفلام بريطانية، ولدت في 13 مارس 1956 في إبسوتش في المملكة المتحدة.

## وصلات خارجية
- بيبا كروس على موقع IMDb (الإنجليزية)
- بيبا كروس على موقع قاعدة بيانات الفيلم (الإنجليزية)